# Tvornica Autobusa Zagreb
Tvornica Autobusa Zagreb (скорочено — TAZ) колишній югославський і хорватський виробник автобусів і вантажівок, який мав штаб-квартиру в Дубраві, Загреб. Найвідомішим продуктом компанії був TAZ «Dubrava» 14. Компанія припинила існування в 2000 році.

## Історія
Виробництво автобусів, заснованих на дерев'яному каркасі, почалося в 1930 році в Загребі. У 1948 році фабрика отримала назву «Autokaroserija Zagreb». Виробництво все ще трималося на автобусах на основі дерев'яного каркаса.
У 1950 році було встановлено співпрацю з фабрикою FAP з Прибоя, Сербія та Фамос (Fabrika Motora Sarajevo) з Сараєво, Боснія-Герцеговина. У 1954 році завод TAZ був переведений в район Дубрава в Загребі. У 1969 році компанія стала засновником об'єднання FAP Famos Beograd, до складу якої входили FAP, Famos і TAZ, а також Sanos зі Скоп'є, Македонія .
Автобуси Sanos були побудовані з двигунами, розташованими ззаду, а автобуси Dubrava (TAZ), залежно від типу, мали двигуни, розташовані спереду або ззаду. Sanos та Dubrava мали подібну конструкцію для середньої частини кузова, а різниця у зовнішньому вигляді брендів полягала у конструкції передньої частини корпусу автобуса. У цьому ж році почалась співпраця з компанією Daimler-Benz для оновлення модельного ряду.
У 1980 році на фабриці працювало 1200 чоловік і вироблялося в середньому 500—600 автобусів (до 900) на рік. Продукція експортувалася, зокрема, до Китаю, Фінляндії, Єгипту та інших.
У 1991 році, коли Хорватія відновила свою незалежність і від'єдналася від Югославії, виробництво почало різко скорочуватися, і наприкінці 1990-х повністю припинилося, що було результатом, серед іншого, скорочення внутрішнього ринку.

## Продукція

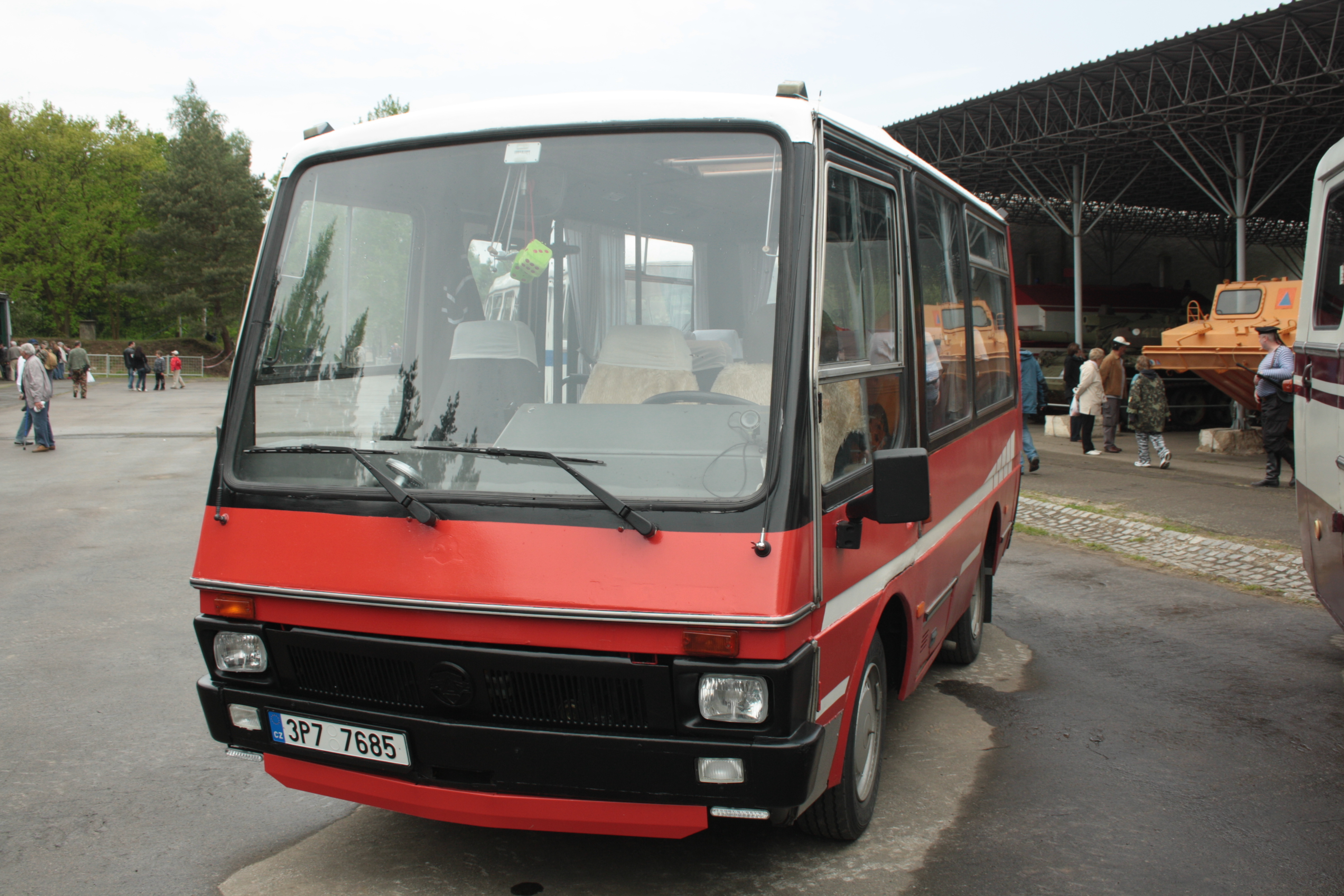
TAZ Neretva

### Моделі
- TAZ Neretva
- TAZ 1419
- TAZ 1427
- TAZ Dubrava